# Zigeunerlieder
Ne doit pas être confondu avec Zigeunerweisen.
Les Zigeunerlieder de Johannes Brahms sont une suite de chants en deux opus, pour chœur ou quatuor vocal accompagnés au piano.

## Structure

### Zigeunerlieder, Op.103
1. He, Zigeuner, greife in die Saiten
2. Hochgetürmte Rimaflut
3. Wißt ihr, wann mein Kindchen
4. Lieber Gott, du weißt
5. Brauner Bursche führt zum Tanze
6. Röslein dreie in der Reihe
7. Kommt dir manchmal in den Sinn
8. Horch, der Wind klagt in den Zweigen
9. Weit und breit schaut niemand mich an
10. Mond verhüllt sein Angesicht
11. Rote Abendwolken ziehn

### Vier Zigeunerlieder, Op.112
1. Himmel strahlt so helle
2. Rote Rosenknospen künden
3. Brennessel steht an Weges Rand
4. Liebe Schwalbe, kleine Schwalbe